# Prendi la mia vita
Prendi la mia vita (Take My Life) è un film del 1947 diretto da Ronald Neame. È un adattamento cinematografico del romanzo Take My Life dello scrittore britannico Winston Graham.

## Trama
Londra. Un certo numero di indizi, più o meno consistenti, pare indicare in Nicholas Talbot - manager e marito della cantante d'opera Philippa Shelley - il colpevole dell'assassinio per strangolamento di Elizabeth Rusman, violinista nonché ex-fidanzata di Nicholas. Per quanto palesemente innocente, Nicholas viene tratto in arresto dall'ispettore Archer, incaricato del caso. Al processo, l'avvocato dell'accusa espone anche quello che ritiene essere il movente: Elizabeth, ancora innamorata di Nicholas, avrebbe tentato di introdursi fra lui e la moglie, in modo da riconquistare l'uomo. Se ci fosse riuscita, l'allontanamento di Nicholas dalla moglie avrebbe comportato un tracollo finanziario per l'uomo, che, per evitarlo, avrebbe ucciso Elizabeth.
Un foglio di musica manoscritto rinvenuto fra gli effetti personali della defunta contiene una melodia che Philippa - convinta dell'innocenza del marito -, in base a circostanze fortuite riesce ad identificare come l'inno scolastico, composto dalla stessa Elizabeth, di un istituto di istruzione nei pressi di Edimburgo, dove la defunta prestava servizio come insegnante di musica, e dove la soprano, sotto falso nome, si reca - col pretesto di visitare la scuola ma con l'intento di scoprire nuovi elementi utili a scagionare il marito - per incontrarne il preside. Costui, Sidney Fleming, è il reale omicida, conosce la vera identità di Philippa ed è ben consapevole di come la donna si stia avvicinando alla verità.
Per questo motivo Fleming segue Philippa sul treno che la riconduce a Londra, munita di una fotografia che potrebbe fungere da pur debole prova dell'innocenza di Nicholas. Nel loro scompartimento è presente un uomo palesemente sordo, per cui Fleming, smascherato dalla donna, prima di ucciderla non ha difficoltà a confessarle il proprio crimine, e il suo movente: egli era sposato a Elizabeth, che, succube delle violenze di lui, voleva vendicarsi divorziando da Fleming, il che – stando agli standard morali esistenti - gli avrebbe precluso ogni possibilità di continuare la carriera scolastica, della quale egli era veramente appassionato; perciò egli aveva ucciso, per quanto involontariamente, Elizabeth. Quando l'uomo sordo si assenta un attimo, Fleming distrugge la fotografia e aggredisce Philippa. Ma l'uomo ritorna in tempo per salvare la cantante. Nella colluttazione Fleming cade dal treno in corsa.
Philippa, tornata a Londra, si affretta dall'ispettore Archer, decisa a raccontargli tutto, per quanto inquieta per il fatto che la prova era stata distrutta. L'ispettore interrompe il concitato racconto di lei, e introduce l'uomo sordo, che non è altri che il sergente di polizia Hawkins, dall'udito perfetto: egli è dunque stato testimone della confessione di Fleming, e Nicholas è finalmente scagionato.